# ستوري موسغريف
ستوري موسغريف (بالإنجليزية: Story Musgrave)‏ (و. 1935 – م) هو رائد فضاء، وإحصائي، وطيار من الولايات المتحدة الأمريكية. ولد في بوسطن.

## ريادة الفضاء
شارك في المهمات الفضائية:
- STS-6
- STS-44
- STS-61
- STS-33
- STS-51-F
- STS-80.

## التعليم
تعلم في جامعة سيراكيوز، وSt. Mark's School، وجامعة كاليفورنيا، لوس أنجلوس، وجامعة كنتاكي، وكلية الأطباء والجراحين بجامعة كولومبيا

## روابط خارجية
- ستوري موسغريف على موقع IMDb (الإنجليزية)
- ستوري موسغريف على موقع الموسوعة البريطانية (الإنجليزية)
- ستوري موسغريف على موقع أول موفي (الإنجليزية)
- ستوري موسغريف على موقع إن إن دي بي (الإنجليزية)
- ستوري موسغريف على موقع كينوبويسك (الروسية)